# Live in Dresden
«Live in Dresden» — первый концертный DVD немецкой группы Camouflage, записанный во время концертного тура 2006 года в поддержку альбома Relocated. Релиз представляет собой комплект из двух DVD и одного Audio CD. На первом DVD запись концертного выступления группы в Дрездене 30 сентября 2006 года. В качестве дополнительных материалов на диске представлены короткий документальный фильм о концертном туре, живое исполнение песни Something Wrong, анимация, которая проецировалась на экраны во время исполнения песни Conversation во время концертов и фотогалерея. Также на диске присутствует скрытый бонус. Если просмотреть до конца документальный фильм о туре, то можно увидеть начало исполнения на концерте композиции Kraft, во время которого, Хайко Майле забывает текст. Второй диск содержит все видеоклипы группы на момент релиза, записи телевизионных выступлений, а также документальный фильм о российской части концертного тура, прошедшей в декабре 2006 года. Audio CD содержит немного сокращенную версию концерта в Дрездене.

## Список композиций

### DVD 01

#### Концерт
1. How Do You Feel? (01:55)
2. Me And You (05:07)
3. The Pleasure Remains (04:19)
4. I Can’t Feel You (05:00)
5. That Smiling Face (06:05)
6. Thief (04:08)
7. Confusion (03:48)
8. We Are Lovers (04:10)
9. Perfect (04:56)
10. Close (04:09)
11. Dreaming (05:40)
12. You Turn (05:08)
13. The Perfect Key (05:36)
14. Motif Sky (03:25)
15. The Great Commandment (04:50)
16. Conversation (04:07)
17. Real Thing (03:10)
18. Suspicious Love (05:12)
19. Something Wrong (04:46)
20. Love Is A Shield (06:38)
21. One Fine Day (06:13)
22. Kraft (03:35)
23. Strangers' Thoughts (05:15)

#### Дополнительно
1. Tour Documentary 1 (02:01)
2. Something Wrong (unplugged) (02:03)
3. Conversation Animation (04:05)
4. Images

### DVD 02

#### Видеоклипы
1. The Great Commandment (03:08)
2. Strangers' Thoughts (03:49)
3. Neighbours (03:05)
4. Love Is A Shield (03:57)
5. One Fine Day (03:58)
6. Heaven (I Want You) (03:46)
7. This Day (03:54)
8. Handsome (03:10)
9. Suspicious Love (04:14)
10. Bad News (03:33)
11. X-Ray (03:27)
12. Thief (03:23)
13. Me And You (03:32)
14. Perfect (unplugged) (03:46)
15. I Can’t Feel You (unplugged) (03:57)
16. Me And You (unplugged) (04:37)
17. Motif Sky (04:00)

#### ТВ Шоу
1. The Great Commandment (NDR Spruchreif 1987) (02:47)
2. Strangers` Thoughts (NDR Spielbude 1988) (02:36)
3. Love Is A Shield (NDR Spielbude 1989) (03:59)
4. TV Report (SWR Bitte umblättern 1988) (05:21)

#### Документальный фильм
Relocated in Russia 2006 (63:27)

### Audio CD
1. How Do You Feel? (01:56)
2. Me And You (05:04)
3. I Can’t Feel You (04:15)
4. That Smiling Face (05:40)
5. Thief (04:06)
6. Confusion (03:51)
7. We Are Lovers (04:13)
8. Close (04:04)
9. Dreaming (05:41)
10. You Turn (05:04)
11. The Perfect Key (05:38)
12. Motif Sky (03:20)
13. The Great Commandment (04:42)
14. Conversation (04:11)
15. Love Is A Shield (05:52)
16. One Fine Day (05:40)
17. Strangers’ Thoughts (03:31)